# Hans-Erich Voss
Hans-Erich Voss (ou Voß, ver ß) (30 de outubro de 1897 – 18 de novembro de 1969) foi um Vice-almirante alemão e um dos últimos ocupantes do Führerbunker durante a batalha de Berlim em 1945 durante a Segunda Guerra Mundial. Ele foi uma das últimas pessoas a ver Adolf Hitler e Joseph Goebbels vivos antes de ambos cometerem suicidio.